# قابلية الاختبار
إن قابلية الاختبار هي أحد الجوانب الأساسية للعلم والمنهج العلمي. وهناك عنصران لقابلية الاختبار:
1. الدحوضية، مما يعني أن الأمثلة المضادة للفرضية ممكنة منطقيًا.
2. الجدوى العملية لملاحظة سلسلة قابلة للتكرار من هذه الأمثلة المضادة إذا كانت موجودة.

باختصار، تكون الفرضية قابلة للاختبار إذا كان هناك احتمال لتحديد ما إذا كانت صحيحة أم خاطئة بناءً على التجارب التي أجراها أي شخص. وهذا يسمح لأي شخص بتحديد ما إذا كانت النظرية يمكن دعمها أو دحضها بالبيانات. ومع ذلك، قد يكون تفسير البيانات التجريبية أيضًا غير حاسم أو غير مؤكد. قدم كارل بوبر مفهوم أن المعرفة العلمية تتمتع بخاصية الدحوضية كما نُشر في منطق البحث العلمي.